# Jingjinji
Jingjinji o Jing-Jin-Ji (JJJ), anche conosciuta come Pechino-Tianjin-Hebei è la regione che circonda Pechino, capitale della Cina. È la più grande regione urbanizzata nella Cina settentrionale che comprende una regione economica che circonda Pechino, Tianjiin e l'Hebei lungo la costa del Mare di Bohai.
Questa regione emergente sta crescendo come regione metropolitana settentrionale rivaleggiando con il Delta del Fiume delle Perle a Sud e il delta del Fiume Azzurro ad Est.
Nel 2015 la popolazione è di 109.564.000 di abitanti.